# E. L. Doctorow
Edgar Lawrence Doctorow (Ciutat de Nova York, 6 de gener de 1931 - Ciutat de Nova York, 21 de juliol de 2015) fou un escriptor estatunidenc.

## Biografia
Edgar Lawrence Doctorow, nascut al Bronx de Nova York, és membre de la segona generació d'una família de jueus que havia emigrat de Rússia. Va assistir a escoles públiques de la ciutat i va obtenir el grau a la Bronx High School of Science, on, envoltat de nens amb talent matemàtic, va decidir entrar en la revista literària de l'escola, anomenada Dynamo. La seva primera obra fou L'escarabat.
Doctorow va assistir al Kenyon College d'Ohio, on va estudiar amb el poeta i membre de la New Criticism John Crowe Ransom, va actuar en produccions de teatre universitari i es va especialitzar en filosofia. Després de graduar-se amb honors el 1952, va completar un any d'estudis de postgrau en drama anglès a la Universitat de Colúmbia abans de ser reclutat per l'exèrcit, on va servir com a caporal al Signal Corps a l'Alemanya ocupada pels aliats durant els anys 1954-55.
Va tornar a Nova York després del servei militar i va acceptar una feina com a lector d'una companyia de cinema, on va dir que havia de llegir molts westerns que li van servir per al que es convertiria en la seva primera novel·la, Welcome to Hard Times. Va començar l'obra com una paròdia del gènere western, però la peça es va convertir en una novel·la que es va imposar com una recuperació del gènere. Es va publicar amb crítiques favorables el 1960.
Doctorow s'havia casat amb una companya de Columbia estudiant d'art dramàtic, Helen Setzer, a Alemanya, amb qui ha tingut tres fills. El 1960 es va convertir en editor a la New American Library (NAL), una gran editorial de butxca. En aquesta feina s'hi va mantenir nou anys, on va treballar amb autors com Ian Fleming i Ayn Rand, i després, el 1964, ja com a editor en cap de The Dial Press, fou l'encarregat de publicar els treballs de James Baldwin, Norman Mailer, Ernest J. Gaines i William J. Kennedy, entre d'altres.
El 1969, Doctorow deixa l'editorial per escriure, accepta el càrrec com a escriptor visitant a la Universitat de Califòrnia, Irvine, on va acabar The Book of Daniel, una versió lliure del judici i execució de Julius i Ethel Rosenberg per presumptament passar secrets nuclears a la Unió Soviètica durant la Guerra Freda. Publicada el 1971, va ser àmpliament aclamada (The Guardian la va qualificar d'«obra mestra») i va col·locar Doctorow a «la primera fila dels escriptors nord-americans», segons el New York Times.
El següent llibre de Doctorow que va escriure a la casa de New Rochelle fou Ragtime (1975), que fou inclosa ràpidament a la llista de les 100 millors novel·les del segle XX del Modern Library board.
Treballs posteriors de Doctorow inclouen la guardonada novel·la World's Fair (1985), Billy Bathgate (1989) i The March (2005); dos volums de ficcions breus, Lives of the Poets I (1984) and Sweetland Stories (2004); i dos volums d'assaigs, Jack London, Hemingway, and the Constitution (1993) i Creationists (2006). És un autor publicat en més de trentra llengües.
Ha estat professor al Sarah Lawrence College, el Yale School of Drama, la Universitat de Utah, la Universitat de Califòrnia, Irvine i la Universitat de Princeton. Ell és el Loretta i Lewis Glucksman Professor de lletres angleses i nord-americanes a la Universitat de Nova York. Ha donat els seus treballs i documents a la  Biblioteca Fales de la Universitat de Nova York.
El 1998, va rebre el Premi a l'Autor Distingit Peggy V. Helmerich. També el Premi Helmerich entregat per la Biblioteca del Comtat de Tulsa
Doctorow va rebre la Medalla Nacional d'Humanitats que entrega la Casa Blanca el 1998

## Obres

### Novel·les
- (1960) Welcome to Hard Times
- (1966) Big As Life
- (1971) The Book of Daniel (novel)|The Book of Daniel. Nominada al National Book Award, ficciona la història de Julius i Ethel Rosenberg, que van ser executats el 1953 acusats d'espionatge a favor de la Unió Soviètica.
- (1975) Ragtime Va rebre el National Book Critics Circle Award de ficció i el premi de l'American Academy of Arts and Letters; fou adaptada al cinema el 1981 Ragtime (nominada a vuit Academy Awards) i de nou adaptada com un musical de Broadway, Ragtime el 1998 (nominat a dotze Premi Tony).
- (1980) Loon Lake. Nominada per al National Book Award de ficció.
- (1985) World's Fair. Va rebre el National Book Award de 1986.
- (1989) Billy Bathgate. Va rebre el PEN/Faulkner Award, el National Book Critics Circle Award, fou finalista per al Premis Pulitzer, i va rebre la William Dean Howells Medal de l'American Academy of Arts and Letters per a la millor novel·la del període de cinc anys precedent.
- (1994) The Waterworks
- (2000) City of God
- (2005) The March. Guanyadora del National Book Critics Circle award per a ficció i del PEN/Faulkner award. També fou finalista per al Pulitzer i nominada al National Book Award.
- (2009) Homer & Langley, que ficciona la vida dels Germans Collyer.

### Relats breus
- (1968) "The Songs of Billy Bathgate"[6]
- (1984) Lives of the Poets: Six Stories and a Novella
- (2004) Sweet Land Stories.
- (2011) All The Time In The World: New And Selected Stories.

### Teatre
- (1979) Drinks Before Dinner

### Altres obres
- (1982) American Anthem
- (1995) Poets and Presidents: Selected Essays, 1977-92
- (2003) Reporting the Universe, Harvard University Press
- (2006) Creationists: Selected Essays 1993-2006 (Random House, 178 pages)
- (2008) Wakefield (short story) New Yorker 14 January 2008
- (2009) All The Time in the World (short story) Kenyon Review Vol. 31 no. 1